# ツーツェンハウゼン
ツーツェンハウゼン (ドイツ語: Zuzenhausen) は、ドイツ連邦共和国バーデン＝ヴュルテンベルク州ライン＝ネッカー郡に属す町村（以下、本項では便宜上「町」と記述する）。

## 地理

### 位置
ツーツェンハウゼンは、クライヒガウ北部、ジンスハイムから約8kmのエルゼンツ川沿いに位置する。城や歴史的な中核地区は、エルゼンツ川の東側にある。広い石切場が村の天然の東境界をなしていた。このため、この村は昔は北あるいは西側に拡張していった。

### 隣接する市町村
この町は、北をメッケスハイム、東をエッシェルブロンとヴァイプシュタット、南をジンスハイム、西をディールハイムと境を接している。

## 歴史
ツーツェンハウゼンは、メッケスハイマー・ツェントとともに1330年にライン宮中伯の高権下におかれた。しかし城と村の支配権はシュパイアー司教本部が有し、レーエンとしてフェンニンゲン家に与えられた。フェンニンゲン家は14世紀から村の一部を領したが、1637年以降は村全域を統治した。1803年にツーツェンハウゼンはバーデン領となった。バーデン＝ヴュルテンベルク州の市町村再編時にも独立した自治体として残されたが、1974年以降はジンスハイムおよびアンゲルバッハタールと行政共同体を形成している。

## 行政

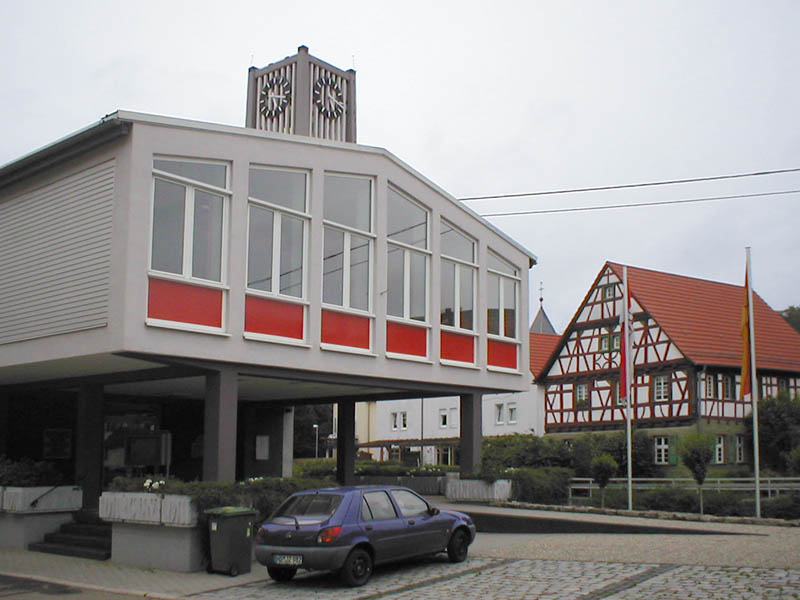
ツーツェンハウゼンの町役場

### 議会
議会は議長を務める首長の他に10人の議員で構成される。

### 首長
2005年12月4日の選挙で、ディーター・シュタインブレンナーは、投票の大多数94.9%を獲得し、任期8年の首長に再選した。

### 紋章
図柄: 銀地に、門の開いた赤い家。その屋根の上の小塔前で交差する2本のユリ飾りの杖。
この紋章は1748年の裁判印に由来する。1905年に文書館の認可を得た。家 (Haus) は、村の名前による。ユリ飾りの杖は、何世紀にもわたりツーツェンハウゼンを統治したフェンニンゲン家の紋章に基づくものである。
旗は、赤 - 白で、1963年に内務省の認可を得た。

### 友好都市
- ラ＝コル＝シュル＝ルー（フランス、コート・ダジュールにある小都市）
- クロスタウ（ドイツ、ザクセン州バウツェン郡）

## 見所

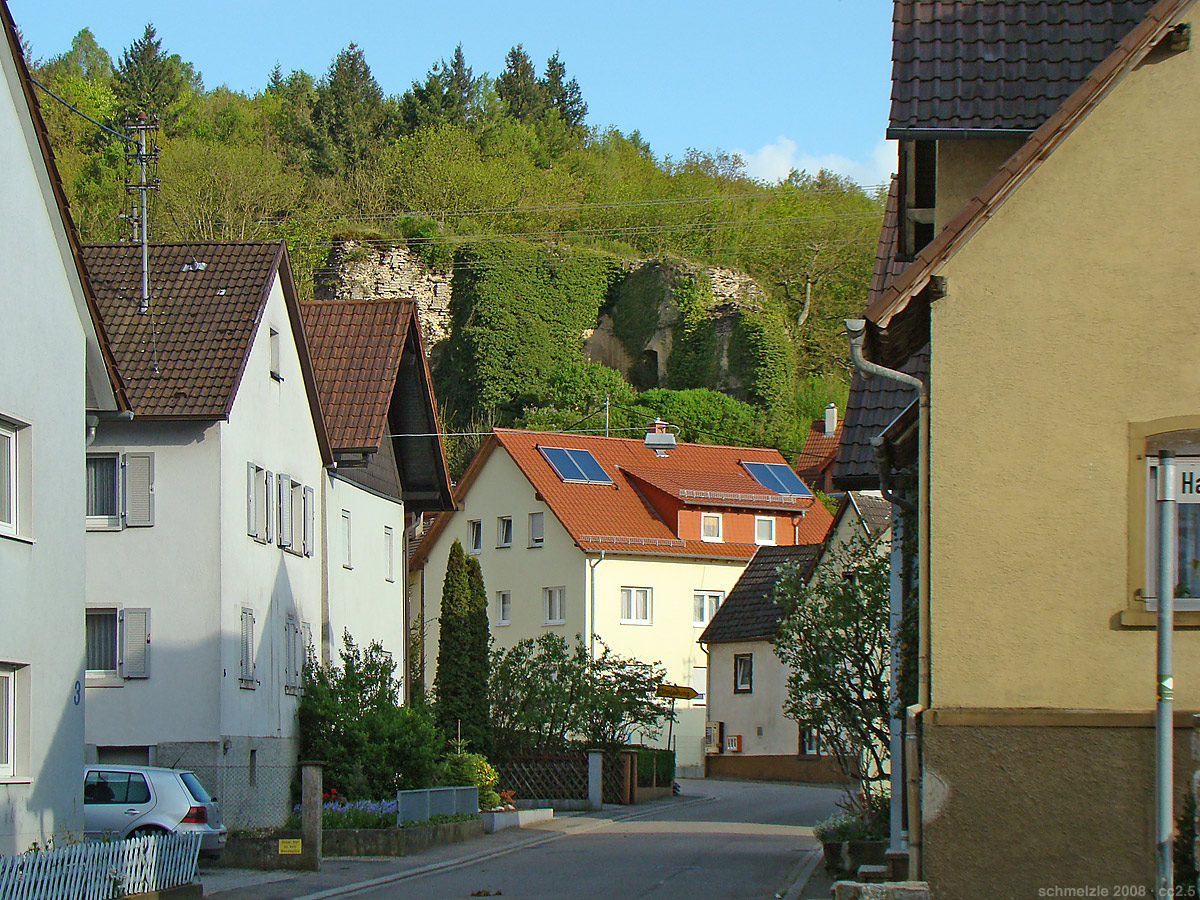
ツーツェンハウゼンの城

### 建築
- 13世紀にはすでにその記録があるツーツェンハウゼンの城は、草木に覆われた遺跡となっている。この山城は、町の南側の高台に建ち、五角形の縄張りに堂々たる城壁を持つが、主塔はおそらく備えていなかった。この城は拡張を繰り返した後、16世紀中頃にフェンニンゲン家の居城となった。1637年にフェンニンゲン家のツーツェンハウゼン系が断絶した後も、この城は家門の城として残された。三十年戦争中の1643年にバイエルン軍によって破壊され、さらにプファルツ継承戦争では、1689年にフランス軍によって破壊された。この遺構は、それ以後石切場として石材が持ち出された。19世紀の中頃までは遺っていた居館もこうした事情の犠牲になった。

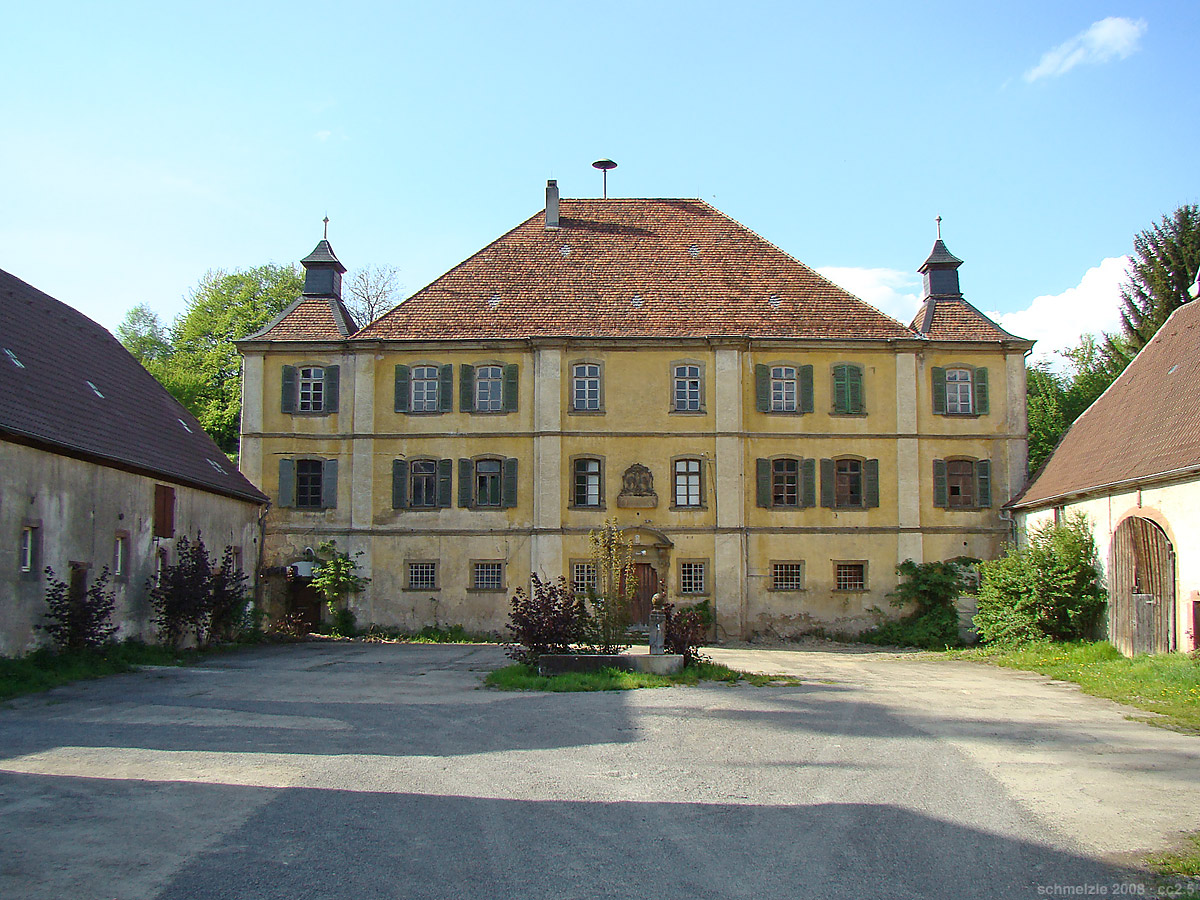
ゼーヘルデ城

- 中心街の西、ゼーバッハ渓谷のホレンベルクへ通じる街道沿いにゼーヘルデ城（またはアグネスタール城）がある。この城館は4階建てのバロック建築で、塔のように見える脇棟と堂々たる寄棟屋根を有しており、附属建築を従えている。この建物は1716年からプファルツ選帝侯の少将ヨハン・ヘルマン・フォン・フロイデンベルクによって着工され、1780年にカール・フィリップ・フェンニンゲンによって完成され、その居城となった。カール・フィリップ・フォン・フェンニンゲンの妻であるフッテン家出身のアンナ・マリアに因んだ組み合わせ紋がこの建物に掲げられている。19世紀の初めからこの城館は、農場の館に用途を替えた。第二次世界大戦以後はその経営も放棄され、この城は、以前、ディスコとして用いられていた。
- プロテスタント教会は1831年、カトリック教会は1826年に建設された。
- 学校は、1897年から98年の建築である。
- 中心部には多くの歴史的木組み建築が保存されている。
- 町役場は、1967年に建てられた近代的な機能建築であり、1998年に改装された。

### 年中行事
2年ごとにダハゼンフランツフェルトが開催される。この民俗祭は、元々イタリア生まれのフランチェスコ・レガーリ、通称ダハゼンフランツ（アナグマのフランツ）によって19世紀後半から20世紀初めに始められた祭である。
教会祭パレードが行われる教会堂開基祭は毎年開催される。

## スポーツ
中心街の外れ、フェンニンゲン男爵の古い城館の近くに、TSG 1899 ホッフェンハイムの新しいトレーニングセンターが開設された。

## 引用
1. ↑  Statistisches Landesamt Baden-Württemberg – Bevölkerung nach Nationalität und Geschlecht am 31. Dezember 2023 (CSV-Datei)